# Joshua Moore
Pour les articles homonymes, voir Moore.
(en) Statistiques sur pro-football-reference
Joshua J. Moore (né le 20 août 1988 à Fort Lauderdale) est un joueur américain de football américain.

## Carrière

### Université
Moore fait ses études à l'université de Kansas City. Lors de la saison 2009, il s'inscrit au draft de la NFL de 2010.

### Professionnelle
Joshua Moore est sélectionné au cinquième tour du draft de la NFL de 2010 par les Bears de Chicago au 141e choix. Lors de sa première saison en NFL (rookie), il entre au cours de trois matchs. Il ne convainc pas ses entraîneurs et est remercié après seulement une saison. Il fait une saison sans équipe avant de revenir en 2012 lors du camp d'entraînement des Broncos de Denver mais il n'y reste que le temps des matchs de pré-saison.